# ビル・ケリー (脚本家)
ビル・ケリー（Bill Kelly）はアメリカの脚本家である。

## 主な作品
- 魔法にかけられて Enchanted
- シャッフル Premonition
- タイムトラベラー きのうから来た恋人 Blast from the Past (1993)